# Will Parry
Will Parry jest drugim, po Lyrze Belacqua, głównym bohaterem powieści Philipa Pullmana pt. Mroczne materie. Poznajemy go w drugim tomie zatytułowanym Magiczny nóż, jako młodego, dwunastoletniego chłopca, półsierotę (stracił ojca, Johna Parry, gdy ten wyruszył w ekspedycję w rejony Arktyczne, z której nigdy nie powrócił), wychowywanego przez chorą psychicznie matkę, Elaine Parry, którą musi się opiekować by nie trafić do domu dziecka.

## Wygląd
Will przedstawiany jest jako młody, czarnowłosy dwunastolatek o prostych brwiach, dużych, orzechowych oczach, wystających kościach policzkowych i wydatnej szczęce. Walcząc o magiczny nóż stracił dwa palce lewej dłoni - mały i serdeczny.

## Charakter
Opiekowanie się chorą matką spowodowało, że chłopiec musiał przedwcześnie dorosnąć. Jest on bardzo zaradny i opiekuńczy, niestety także oschły i samotny. Wielokrotnie pokazuje swoją nieprzeciętną rozwagę, przewidując wszelkie możliwe okoliczności wyprawy i przygotowując się na nie odpowiednio. Pomimo tego, iż wpierw wydaje się niezwykle odważny, wciąż dręczą go wyrzuty sumienia i strach po tym jak pozostawia matkę samą. Ostatecznie jednak przezwycięża wszelkie przywary dzięki swoim przyjaciołom - Lyrze, Serafinie Pekkali, Dr. Mary Malone i Iorkowi Brynisonowi. Po powrocie ze swej pełnej przygód wyprawy jest on już zupełnie innym człowiekiem.

## Historia
Po tym jak przypadkowo zabija jednego z dwóch agentów rządowych, którzy wtargnęli nielegalnie do jego domu w poszukiwaniu listów wysyłanych przez jego ojca (w których to ponoć miały być zawarte tajne informacje), Will pozostawia swoją matkę w bezpiecznym miejscu pod opieką byłej nauczycielki gry na pianinie, a sam wyrusza w poszukiwaniu ojca, w którego odnalezieniu widzi rozwiązanie wszelkich problemów.
Wędrując trafia przez przypadek na wrota do innego wymiaru - Cittàgazze - w którym poznaje Lyrę Belacqua. Dziewczynka trafiła tam podążając za swoim ojcem, Lordem Asrielem, przez utworzone przez niego wrota, w celu znalezienia informacji o Pyle.
Od tego momentu dzieci podróżują razem poszukując informacji o Pyle i ojcu Willa uzbrojeni w Magiczny nóż zdobyty podczas pobytu w Cittàgazze (w czasie zdobywania którego chłopiec stracił dwa palce prawej ręki - mały i serdeczny). Ostatecznie udaje się spełnić wszystkie wyznaczone cele - Lyra dowiaduje się interesujących rzeczy na temat Cząsteczek Rusakowa, a Will odnajduje swojego ojca - Johna Parry - który od czasu swego zaginięcia uwięziony był w świecie Lyry bez możliwości powrotu. Niestety ginie on prawie natychmiast po spotkaniu syna, zastrzelony przez jedną z wiedźm, której miłość niegdyś odrzucił.
Tej samej nocy gdy ginie John Parry, Lyra zostaje porwana i uwięziona w stanie śpiączki przez swoją matkę, panią Coulter, w jaskini, której położenia nie możemy dokładnie określić (prawdopodobnie Azja Środkowa świata Lyry).
Ostatecznie Will ratuje Lyrę z jej więzienia. Dzieci wyruszają w dalszą podróż, trafiając między innymi do zaświatów, z których uwalniają uwięzione tam dusze, które pomagają im po stronie armii Lorda Asriela w walce z armią Autorytetu i Metartona. 
Po wędrówce po zaświatach, w trakcie której Will musiał pozostawić część swojej duszy wraz z Pantalaimonem (dajmonem Lyry), gdyż dajmony nie mają wstępu do samych zaświatów, część ta oddziela się od jego ciała. Sama przybiera postać dajmona, a dokładniej kotki niezwykłych rozmiarów, o zielonych oczach, gęstym i lśniącym futerku mieniącym się wszelkimi odcieniami czerni. Nazwana zostaje Kirjava przez Serafinę Pekkalę.
Ważnym aspektem powieści jest miłość Willa i Lyry, którzy niczym biblijni Adam i Ewa, stają się przyczyną wielkich zmian w całym multiwersum, uwalniając Pył otaczający inteligentne istoty.